# Festival luxembourgeois du cyclisme féminin Elsy Jacobs 2017
La 10e édition du Festival luxembourgeois du cyclisme féminin Elsy Jacobs a lieu du 28 avril au 30 avril 2017. La course fait partie du calendrier international féminin UCI 2017 en catégorie 2.1.
Le prologue est remporté par Ashleigh Moolman qui manifeste ainsi ses ambitions pour le classement général. La locale Christine Majerus s'impose sur la première étape dans un sprint réduit. Grâce aux bonifications, elle s'empare de la tête du classement général. La formation Boels Dolmans veille le lendemain à garder le peloton groupé. Élise Delzenne gagne le sprint et Christine Majerus inscrit son nom au palmarès de l'épreuve. Elle gagne également le classement par points. Eugenia Bujak et Ashleigh Moolman sont deuxième et troisième du classement général final. Anna Zita Maria Stricker s'impose sur le classement de la montagne. Le classement de la meilleure jeune est remporté par Lisa Klein.

## Équipes
| Équipes féminines professionnelles (11)- Boels Dolmans - BTC City Ljubljana - Cervélo Bigla - Drops - Lares-Waowdeals Women Cycling Team - Lensworld-Kuota - Lotto Soudal - Parkhotel Valkenburg-Destil Cycling Team - Sport Vlaanderen-Etixx - VéloCONCEPT Women - Team WNT Équipes nationales (4)- France - Grande-Bretagne - Luxembourg - Norvège Équipe féminines amateur (4)- d.velop cloud-cycle cafe ladies - Jos Feron - Maaslandster Veris CCN - Remax |
| |

## Étapes
| Étape     | Date    | Villes étapes         | type            | Distance (km) | Vainqueur d'étape | Leader du classement général |
| --------- | ------- | --------------------- | --------------- | ------------- | ----------------- | ---------------------------- |
| Prologue  | 28 avr. | Cessange – Cessange   | prologue        | 2,8           | Ashleigh Moolman  | Ashleigh Moolman             |
| 1re étape | 29 avr. | Steinfort – Steinfort | étape vallonnée | 97,7          | Christine Majerus | Christine Majerus            |
| 2e étape  | 30 avr. | Garnich – Garnich     | étape vallonnée | 111,1         | Élise Delzenne    | Christine Majerus            |

## Déroulement de la course

### Prologue
Le prologue débute avec une côte de 10 %. La route n'est pas sèche. Dans ces conditions, Ashleigh Moolman s'impose devant sa coéquipière Lisa Klein et la locale Christine Majerus.
| \| Classement de l'étape \| Classement de l'étape \| Classement de l'étape \| Classement de l'étape \| Classement de l'étape \| \| Coureuse \| Coureuse \| Pays \| Équipe \| Temps \| \| --------------------- \| --------------------- \| --------------------- \| --------------------- \| --------------------- \| \| 1re \| Ashleigh Moolman \| Afrique du Sud \| Cervélo Bigla \| 4 min 07 s \| \| 2e \| Lisa Klein \| Allemagne \| Cervélo Bigla \| + 1 s \| \| 3e \| Christine Majerus \| Luxembourg \| Boels Dolmans \| + 3 s \| \| 4e \| Katie Archibald \| Royaume-Uni \| Team WNT \| + 3 s \| \| 5e \| Amalie Dideriksen \| Danemark \| Boels Dolmans \| + 4 s \| \| 6e \| Eugenia Bujak \| Pologne \| BTC City Ljubljana \| + 6 s \| \| 7e \| Jip van den Bos \| Pays-Bas \| Boels Dolmans \| + 8 s \| \| 8e \| Lotta Lepistö \| Finlande \| Cervélo Bigla \| + 8 s \| \| 9e \| Megan Guarnier \| États-Unis \| Boels Dolmans \| + 10 s \| \| 10e \| Stephanie Pohl \| Allemagne \| Cervélo Bigla \| + 11 s \| |                   |                |                    |            |
| |                   |                |                    |            |
| Source : ProCyclingStats |                   |                |                    |            |
| Classement de l'étape |                   |                |                    |            |
| Coureuse | Coureuse          | Pays           | Équipe             | Temps      |
| 1re | Ashleigh Moolman  | Afrique du Sud | Cervélo Bigla      | 4 min 07 s |
| 2e | Lisa Klein        | Allemagne      | Cervélo Bigla      | + 1 s      |
| 3e | Christine Majerus | Luxembourg     | Boels Dolmans      | + 3 s      |
| 4e | Katie Archibald   | Royaume-Uni    | Team WNT           | + 3 s      |
| 5e | Amalie Dideriksen | Danemark       | Boels Dolmans      | + 4 s      |
| 6e | Eugenia Bujak     | Pologne        | BTC City Ljubljana | + 6 s      |
| 7e | Jip van den Bos   | Pays-Bas       | Boels Dolmans      | + 8 s      |
| 8e | Lotta Lepistö     | Finlande       | Cervélo Bigla      | + 8 s      |
| 9e | Megan Guarnier    | États-Unis     | Boels Dolmans      | + 10 s     |
| 10e | Stephanie Pohl    | Allemagne      | Cervélo Bigla      | + 11 s     |

| \| Classement général \| Classement général \| Classement général \| Classement général \| Classement général \| \| Coureuse \| Coureuse \| Pays \| Équipe \| Temps \| \| ------------------ \| ------------------ \| ------------------ \| ------------------ \| ------------------ \| \| 1re \| Ashleigh Moolman \| Afrique du Sud \| Cervélo Bigla \| 4 min 07 s \| \| 2e \| Lisa Klein \| Allemagne \| Cervélo Bigla \| + 1 s \| \| 3e \| Christine Majerus \| Luxembourg \| Boels Dolmans \| + 3 s \| \| 4e \| Katie Archibald \| Royaume-Uni \| Team WNT \| + 3 s \| \| 5e \| Amalie Dideriksen \| Danemark \| Boels Dolmans \| + 4 s \| \| 6e \| Eugenia Bujak \| Pologne \| BTC City Ljubljana \| + 6 s \| \| 7e \| Jip van den Bos \| Pays-Bas \| Boels Dolmans \| + 8 s \| \| 8e \| Lotta Lepistö \| Finlande \| Cervélo Bigla \| + 8 s \| \| 9e \| Megan Guarnier \| États-Unis \| Boels Dolmans \| + 10 s \| \| 10e \| Stephanie Pohl \| Allemagne \| Cervélo Bigla \| + 11 s \| |                   |                |                    |            |
| |                   |                |                    |            |
| Source : ProCyclingStats |                   |                |                    |            |
| Classement général |                   |                |                    |            |
| Coureuse | Coureuse          | Pays           | Équipe             | Temps      |
| 1re | Ashleigh Moolman  | Afrique du Sud | Cervélo Bigla      | 4 min 07 s |
| 2e | Lisa Klein        | Allemagne      | Cervélo Bigla      | + 1 s      |
| 3e | Christine Majerus | Luxembourg     | Boels Dolmans      | + 3 s      |
| 4e | Katie Archibald   | Royaume-Uni    | Team WNT           | + 3 s      |
| 5e | Amalie Dideriksen | Danemark       | Boels Dolmans      | + 4 s      |
| 6e | Eugenia Bujak     | Pologne        | BTC City Ljubljana | + 6 s      |
| 7e | Jip van den Bos   | Pays-Bas       | Boels Dolmans      | + 8 s      |
| 8e | Lotta Lepistö     | Finlande       | Cervélo Bigla      | + 8 s      |
| 9e | Megan Guarnier    | États-Unis     | Boels Dolmans      | + 10 s     |
| 10e | Stephanie Pohl    | Allemagne      | Cervélo Bigla      | + 11 s     |

### 1reétape
Le peloton se scinde en début de course. Seules trente coureuses se présentent en tête sur le circuit final. Ashleigh Moolman passe en tête du dernier prix des grimpeurs à trois kilomètres de l'arrivée. L'étape se termine au sprint. Christine Majerus s'y impose devant Eugenia Bujak et Ashleigh Moolman. La Luxembourgeoise s'empare du même coup de la tête du classement général.
| \| Classement de l'étape \| Classement de l'étape \| Classement de l'étape \| Classement de l'étape \| Classement de l'étape \| \| Coureuse \| Coureuse \| Pays \| Équipe \| Temps \| \| --------------------- \| ------------------------- \| --------------------- \| --------------------------- \| --------------------- \| \| 1re \| Christine Majerus \| Luxembourg \| Boels Dolmans \| 2 h 27 min 51 s \| \| 2e \| Eugenia Bujak \| Pologne \| BTC City Ljubljana \| + 0 s \| \| 3e \| Ashleigh Moolman \| Afrique du Sud \| Cervélo Bigla \| + 0 s \| \| 4e \| Élise Delzenne \| France \| Lotto Soudal Ladies \| + 0 s \| \| 5e \| Maria Giulia Confalonieri \| Italie \| Lensworld-Kuota \| + 0 s \| \| 6e \| Lotta Lepistö \| Finlande \| Cervélo Bigla \| + 0 s \| \| 7e \| Lisa Klein \| Allemagne \| Cervélo Bigla \| + 0 s \| \| 8e \| Hanna Solovey \| Ukraine \| Parkhotel Valkenburg-Destil \| + 4 s \| \| 9e \| Sofie De Vuyst \| Belgique \| Lares-Waowdeals Women \| + 4 s \| \| 10e \| Eva Buurman \| Pays-Bas \| Parkhotel Valkenburg-Destil \| + 4 s \| |                           |                |                             |                 |
| |                           |                |                             |                 |
| Source : ProCyclingStats |                           |                |                             |                 |
| Classement de l'étape |                           |                |                             |                 |
| Coureuse | Coureuse                  | Pays           | Équipe                      | Temps           |
| 1re | Christine Majerus         | Luxembourg     | Boels Dolmans               | 2 h 27 min 51 s |
| 2e | Eugenia Bujak             | Pologne        | BTC City Ljubljana          | + 0 s           |
| 3e | Ashleigh Moolman          | Afrique du Sud | Cervélo Bigla               | + 0 s           |
| 4e | Élise Delzenne            | France         | Lotto Soudal Ladies         | + 0 s           |
| 5e | Maria Giulia Confalonieri | Italie         | Lensworld-Kuota             | + 0 s           |
| 6e | Lotta Lepistö             | Finlande       | Cervélo Bigla               | + 0 s           |
| 7e | Lisa Klein                | Allemagne      | Cervélo Bigla               | + 0 s           |
| 8e | Hanna Solovey             | Ukraine        | Parkhotel Valkenburg-Destil | + 4 s           |
| 9e | Sofie De Vuyst            | Belgique       | Lares-Waowdeals Women       | + 4 s           |
| 10e | Eva Buurman               | Pays-Bas       | Parkhotel Valkenburg-Destil | + 4 s           |

| \| Classement général \| Classement général \| Classement général \| Classement général \| Classement général \| \| Coureuse \| Coureuse \| Pays \| Équipe \| Temps \| \| ------------------ \| ------------------------- \| ------------------ \| -------------------- \| ------------------ \| \| 1re \| Christine Majerus \| Luxembourg \| Boels Dolmans \| 2 h 31 min 51 s \| \| 2e \| Ashleigh Moolman \| Afrique du Sud \| Cervélo Bigla \| + 3 s \| \| 3e \| Eugenia Bujak \| Pologne \| BTC City Ljubljana \| + 7 s \| \| 4e \| Lisa Klein \| Allemagne \| Cervélo Bigla \| + 8 s \| \| 5e \| Lotta Lepistö \| Finlande \| Cervélo Bigla \| + 15 s \| \| 6e \| Megan Guarnier \| États-Unis \| Boels Dolmans \| + 21 s \| \| 7e \| Maria Giulia Confalonieri \| Italie \| Lensworld-Kuota \| + 22 s \| \| 8e \| Élise Delzenne \| France \| Lotto Soudal Ladies \| + 23 s \| \| 9e \| Ann-Sophie Duyck \| Belgique \| Drops \| + 23 s \| \| 10e \| Nancy van der Burg \| Pays-Bas \| Jos Feron Lady Force \| + 27 s \| |                           |                |                      |                 |
| |                           |                |                      |                 |
| Source : ProCyclingStats |                           |                |                      |                 |
| Classement général |                           |                |                      |                 |
| Coureuse | Coureuse                  | Pays           | Équipe               | Temps           |
| 1re | Christine Majerus         | Luxembourg     | Boels Dolmans        | 2 h 31 min 51 s |
| 2e | Ashleigh Moolman          | Afrique du Sud | Cervélo Bigla        | + 3 s           |
| 3e | Eugenia Bujak             | Pologne        | BTC City Ljubljana   | + 7 s           |
| 4e | Lisa Klein                | Allemagne      | Cervélo Bigla        | + 8 s           |
| 5e | Lotta Lepistö             | Finlande       | Cervélo Bigla        | + 15 s          |
| 6e | Megan Guarnier            | États-Unis     | Boels Dolmans        | + 21 s          |
| 7e | Maria Giulia Confalonieri | Italie         | Lensworld-Kuota      | + 22 s          |
| 8e | Élise Delzenne            | France         | Lotto Soudal Ladies  | + 23 s          |
| 9e | Ann-Sophie Duyck          | Belgique       | Drops                | + 23 s          |
| 10e | Nancy van der Burg        | Pays-Bas       | Jos Feron Lady Force | + 27 s          |

### 2eétape
La première échappée de l'étape est Pernille Mathiesen. Elle est reprise. Ensuite, Mia Radotic attaque. La formation Boels Dolmans mène la chasse et reprend la Croate dans la côte de Kopstal au kilomètre quarante. Allie Dragoo sort ensuite du peloton. Le peloton la reprend peu avant le circuit final. Lors de la troisième rotation, Sofie de Vuyst part avec Alice Maria Arzuffi. Les ascensions du circuit final réduise le peloton à trente unités. L'attaque de Stephanie Pohl marquée par Amalie Dideriksen signale le début des manœuvres pour le classement général. Les écarts au classement général étant très faible, la formation Cervélo-Bigla a bon espoir de ravir la première place à Christine Majerus de la formation Boels Dolmans. Ashleigh Moolman accélère ensuite, mais Megan Guarnier se montre vigilante. L'étape se conclut au sprint. Élise Delzenne lance le sprint de très loin et résiste ensuite au retour d'Eugenia Bujak et de Christine Majerus. Cette dernière conserve sa première place au classement général.
| \| Classement de l'étape \| Classement de l'étape \| Classement de l'étape \| Classement de l'étape \| Classement de l'étape \| \| Coureuse \| Coureuse \| Pays \| Équipe \| Temps \| \| --------------------- \| ------------------------- \| --------------------- \| --------------------- \| --------------------- \| \| 1re \| Élise Delzenne \| France \| Lotto Soudal Ladies \| 2 h 56 min 34 s \| \| 2e \| Eugenia Bujak \| Pologne \| BTC City Ljubljana \| + 0 s \| \| 3e \| Christine Majerus \| Luxembourg \| Boels Dolmans \| + 0 s \| \| 4e \| Maria Giulia Confalonieri \| Italie \| Lensworld-Kuota \| + 0 s \| \| 5e \| Camilla Møllebro Pedersen \| Royaume du Danemark \| VéloCONCEPT Women \| + 0 s \| \| 6e \| Sara Penton \| Suède \| VéloCONCEPT Women \| + 0 s \| \| 7e \| Emily Nelson \| Royaume-Uni \| Grande-Bretagne \| + 0 s \| \| 8e \| Katie Archibald \| Royaume-Uni \| Team WNT \| + 0 s \| \| 9e \| Sofie De Vuyst \| Belgique \| Lares-Waowdeals Women \| + 0 s \| \| 10e \| Tatiana Guderzo \| Italie \| Lensworld-Kuota \| + 0 s \| |                           |                     |                       |                 |
| |                           |                     |                       |                 |
| Source : ProCyclingStats |                           |                     |                       |                 |
| Classement de l'étape |                           |                     |                       |                 |
| Coureuse | Coureuse                  | Pays                | Équipe                | Temps           |
| 1re | Élise Delzenne            | France              | Lotto Soudal Ladies   | 2 h 56 min 34 s |
| 2e | Eugenia Bujak             | Pologne             | BTC City Ljubljana    | + 0 s           |
| 3e | Christine Majerus         | Luxembourg          | Boels Dolmans         | + 0 s           |
| 4e | Maria Giulia Confalonieri | Italie              | Lensworld-Kuota       | + 0 s           |
| 5e | Camilla Møllebro Pedersen | Royaume du Danemark | VéloCONCEPT Women     | + 0 s           |
| 6e | Sara Penton               | Suède               | VéloCONCEPT Women     | + 0 s           |
| 7e | Emily Nelson              | Royaume-Uni         | Grande-Bretagne       | + 0 s           |
| 8e | Katie Archibald           | Royaume-Uni         | Team WNT              | + 0 s           |
| 9e | Sofie De Vuyst            | Belgique            | Lares-Waowdeals Women | + 0 s           |
| 10e | Tatiana Guderzo           | Italie              | Lensworld-Kuota       | + 0 s           |

## Classements finals

### Classement général final
| \| Classement général \| Classement général \| Classement général \| Classement général \| Classement général \| \| Coureuse \| Coureuse \| Pays \| Équipe \| Temps \| \| ------------------ \| ------------------------- \| ------------------ \| ------------------- \| ------------------ \| \| 1re \| Christine Majerus \| Luxembourg \| Boels Dolmans \| 5 h 28 min 21 s \| \| 2e \| Eugenia Bujak \| Pologne \| BTC City Ljubljana \| + 5 s \| \| 3e \| Ashleigh Moolman \| Afrique du Sud \| Cervélo Bigla \| + 7 s \| \| 4e \| Lisa Klein \| Allemagne \| Cervélo Bigla \| + 12 s \| \| 5e \| Élise Delzenne \| France \| Lotto Soudal Ladies \| + 17 s \| \| 6e \| Lotta Lepistö \| Finlande \| Cervélo Bigla \| + 19 s \| \| 7e \| Megan Guarnier \| États-Unis \| Boels Dolmans \| + 25 s \| \| 8e \| Maria Giulia Confalonieri \| Italie \| Lensworld-Kuota \| + 26 s \| \| 9e \| Ann-Sophie Duyck \| Belgique \| Drops \| + 27 s \| \| 10e \| Stephanie Pohl \| Allemagne \| Cervélo Bigla \| + 31 s \| |                           |                |                     |                 |
| |                           |                |                     |                 |
| |                           |                |                     |                 |
| Classement général |                           |                |                     |                 |
| Coureuse | Coureuse                  | Pays           | Équipe              | Temps           |
| 1re | Christine Majerus         | Luxembourg     | Boels Dolmans       | 5 h 28 min 21 s |
| 2e | Eugenia Bujak             | Pologne        | BTC City Ljubljana  | + 5 s           |
| 3e | Ashleigh Moolman          | Afrique du Sud | Cervélo Bigla       | + 7 s           |
| 4e | Lisa Klein                | Allemagne      | Cervélo Bigla       | + 12 s          |
| 5e | Élise Delzenne            | France         | Lotto Soudal Ladies | + 17 s          |
| 6e | Lotta Lepistö             | Finlande       | Cervélo Bigla       | + 19 s          |
| 7e | Megan Guarnier            | États-Unis     | Boels Dolmans       | + 25 s          |
| 8e | Maria Giulia Confalonieri | Italie         | Lensworld-Kuota     | + 26 s          |
| 9e | Ann-Sophie Duyck          | Belgique       | Drops               | + 27 s          |
| 10e | Stephanie Pohl            | Allemagne      | Cervélo Bigla       | + 31 s          |

### Points UCI
| Position,          | 1er | 2e | 3e | 4e | 5e | 6e | 7e | 8e | 9e | 10e | 11e | 12e | 13e | 14e | 15e | 16e | 17e | 18e |  |
| Classement général | 80  | 60 | 45 | 35 | 30 | 25 | 21 | 18 | 15 | 12  | 10  | 8   | 6   | 5   | 4   | 3   | 2   | 1   |  |
| Par étape          | 16  | 12 | 8  | 6  | 5  | 4  | 3  | 2  |    |     |     |     |     |     |     |     |     |     |  |
| Leader, par étape  | 4   |    |    |    |    |    |    |    |    |     |     |     |     |     |     |     |     |     |  |

### Classements annexes

#### Classement par points
| Classement par points | Classement par points | Classement par points | Classement par points | Classement par points |
| Coureuse              | Coureuse              | Pays                  | Équipe                | Points                |
| --------------------- | --------------------- | --------------------- | --------------------- | --------------------- |
| 1re                   | Christine Majerus     | Luxembourg            | Boels Dolmans         | 35 pts                |
| 2e                    | Eugenia Bujak         | Pologne               | BTC City Ljubljana    | 30 pts                |
| 3e                    | Ashleigh Moolman      | Afrique du Sud        | Cervélo Bigla         | 25 pts                |

#### Classement de la montagne
| Classement de la montagne | Classement de la montagne | Classement de la montagne | Classement de la montagne | Classement de la montagne |
| ------------------------- | ------------------------- | ------------------------- | ------------------------- | ------------------------- |
|                           | Coureur                   | Pays                      | Équipe                    | Point(s)                  |
| 1er                       | Anna Zita Maria Stricker  | Italie                    | BTC City Ljubljana        | 20 points                 |
| 2e                        | Marie Vilmann             | Danemark                  | Cervélo Bigla             | 17 pts                    |
| 3e                        | Tetiana Riabchenko        | Ukraine                   | Lensworld - Kuota         | 6 pts                     |
| modifier                  |                           |                           |                           |                           |

#### Classement de la meilleure jeune
| Classement de la meilleure jeune | Classement de la meilleure jeune | Classement de la meilleure jeune | Classement de la meilleure jeune | Classement de la meilleure jeune |
|                                  | Coureur                          | Pays                             | Équipe                           | Temps                            |
| -------------------------------- | -------------------------------- | -------------------------------- | -------------------------------- | -------------------------------- |
| 1er                              | Lisa Klein                       | Allemagne                        | Cervélo Bigla                    | en 5 h 28 min 33 s               |
| 2e                               | Amalie Dideriksen                | Danemark                         | Boels Dolmans                    | +5 min 9 s                       |
| 3e                               | Nina Buysman                     | Pays-Bas                         | Parkhotel Valkenburg             | +5 min 22 s                      |
| modifier                         |                                  |                                  |                                  |                                  |

#### Classement par équipes
| Classement par équipes | Classement par équipes | Classement par équipes | Classement par équipes |
| Équipe                 | Équipe                 | Pays                   | Temps                  |
| ---------------------- | ---------------------- | ---------------------- | ---------------------- |
| 1re                    | Cervélo Bigla          | Allemagne              | 16 h 25 min 45 s       |
| 2e                     | Boels Dolmans          | Pays-Bas               | + 14 s                 |
| 3e                     | BTC City Ljubljana     | Slovénie               | + 43 s                 |

## Évolution des classements
| Étapes             | Vainqueur          | Classement général | Classement par points | Classement de la montagne | Classement de la meilleure jeune | Classement de la meilleure équipe |
| ------------------ | ------------------ | ------------------ | --------------------- | ------------------------- | -------------------------------- | --------------------------------- |
| 0                  | Ashleigh Moolman   | Ashleigh Moolman   | Ashleigh Moolman      | non attribué              | Lisa Klein                       | Cervélo Bigla                     |
| 1                  | Christine Majerus  | Christine Majerus  | Christine Majerus     | Anna Zita Maria Stricker  | Lisa Klein                       | Cervélo Bigla                     |
| 2                  | Élise Delzenne     | Christine Majerus  | Christine Majerus     | Anna Zita Maria Stricker  | Lisa Klein                       | Cervélo Bigla                     |
| Classements finals | Classements finals | Christine Majerus  | Christine Majerus     | Anna Zita Maria Stricker  | Lisa Klein                       | Cervélo Bigla                     |

## Liste des participantes
| Légende                             | Légende | Légende                                | Légende                                                                                              |
| ----------------------------------- | --- | -------------------------------------- | --- |
| Num                                 | Dossard de départ porté par la coureuse sur ce Festival Luxembourgeois du cyclisme féminin Elsy Jacobs          | Pos                                    | Position finale au classement général                                                                |
| Leader du classement général        | Indique la vainqueur du classement général                                                                      | Leader du classement par points        | Indique la vainqueur du classement par points                                                        |
| Leader du classement de la montagne | Indique la vainqueur du classement de la montagne                                                               | Leader du classement du meilleur jeune | Indique la vainqueur du classement de la meilleure jeune                                             |
|                                     | Indique un maillot de champion national ou mondial, suivi de sa spécialité                                      | #                                      | Indique la meilleure équipe                                                                          |
| NP                                  | Indique une coureuse qui n'a pas pris le départ d'une étape, suivi du numéro de l'étape où elle s'est retirée   | AB                                     | Indique une coureuse qui n'a pas terminé une étape, suivi du numéro de l'étape où elle s'est retirée |
| HD                                  | Indique un coureuse qui a terminé une étape hors des délais, suivi du numéro de l'étape                         | DSQ                                    | Indique un coureur qui a été disqualifié de la course, suivi du numéro de l'étape                    |
| *                                   | Indique un coureuse en lice pour le classement de la meilleure jeune (coureuses nées après le 1er janvier 1995) |                                        | |

- Liste des partantes

## Organisation et règlement

### Organisation
Le président et trésorier de l'organisation est Pauly Michel. La secrétaire est Marie-Rose Moro.

### Règlement de la course

#### Délais
Lors d'une course cycliste, les coureurs sont tenus d'arriver dans un laps de temps imparti à la suite du premier pour pouvoir être classés. Les délais prévus sont de 12 % pour toutes les étapes en ligne et 33 % pour le prologue. La règle des trois kilomètres s'applique conformément au règlement UCI.

#### Classements et bonifications
Le classement général individuel au temps est calculé par le cumul des temps enregistrés dans chacune des étapes parcourues. Des bonifications et d'éventuelles pénalisations sont incluses dans le calcul du classement. Le coureur qui est premier de ce classement est porteur du maillot jaune. En cas d'égalité au temps, les centièmes de secondes du prologue sont pris en considération. En cas de nouvelle égalité, la somme des places obtenues sur chaque étape départage les concurrentes.
Des bonifications sont attribuées dans cette épreuve. L'arrivée des étapes donne dix, six et quatre secondes de bonifications aux trois premières.

##### Classement par points
Le maillot vert, récompense le classement par points. Celui-ci se calcule selon le classement lors des arrivées d'étape.
Les étapes en ligne et le prologue attribuent aux dix premières des points selon le décompte suivant : 15, 12, 10, 8, 7, 6, 5, 4, 3 et 2. En cas d'égalité, les coureurs sont prioritairement départagés par le nombre de victoires d'étapes. Si l'égalité persiste, la place obtenue au classement général entrent en compte. Pour être classé, un coureur doit avoir terminé la course dans les délais.

##### Classement de la montagne
Le maillot bleu, récompense le classement de la montagne. Les monts attribuent 5, 3 et 1 points aux trois premières. En cas d'égalité, le nombre de première places sur les grand prix des monts sont décomptés. Si l'égalité persiste, la place obtenue au classement général entrent en compte.

##### Classement de la meilleure jeune
Le classement de la meilleure jeune ne concerne qu'une certaine catégorie de coureuses, celles étant âgées de moins de 23 ans. C'est-à-dire aux coureuses nées après le 1er janvier 1995. Ce classement, basé sur le classement général, attribue au premier un maillot blanc.

##### Répartition des maillots
Chaque coureuse en tête d'un classement est porteuse du maillot ou du dossard distinctif correspondant. Cependant, dans le cas où une coureuse dominerait plusieurs classements, celle-ci ne porte qu'un seul maillot distinctif, selon une priorité de classements. Le classement général au temps est le classement prioritaire, suivi du classement par points, du classement de la montagne et du classement de la meilleure jeune. Si ce cas de figure se produit, le maillot correspondant au classement annexe de priorité inférieure n'est pas porté par celui qui domine ce classement mais par son deuxième.

#### Primes
Les étapes en ligne, permettent de remporter les primes suivantes:
| Position | 1er   | 2e    | 3e    | 4e    | 5e    | 6e    | 7e    | 8e    | 9e    | 10e   |
| Prix     | 537 € | 329 € | 226 € | 206 € | 193 € | 161 € | 142 € | 124 € | 124 € | 124 € |

En sus, les coureuses placées de la 11e à la 15e place gagnent 80 €.
Le prologue rapporte lui :
| Position | 1er   | 2e    | 3e    | 4e    | 5e    | 6e    | 7e    | 8e   | 9e   | 10e  |
| Prix     | 404 € | 247 € | 170 € | 155 € | 145 € | 121 € | 107 € | 94 € | 94 € | 94 € |

En sus, les coureuses placées de la 11e à la 15e place gagnent 60 €.
Le classement général final attribue les sommes suivantes :
| Position | 1er     | 2e    | 3e    | 4e    | 5e    | 6e   | 7e   | 8e   | 9e   | 10e  |
| Prix     | 2 296 € | 181 € | 124 € | 113 € | 106 € | 89 € | 78 € | 68 € | 68 € | 68 € |

En sus, les coureuses placées de la 11e à la 15e place gagnent 44 €.

#### Prix
Par ailleurs des prix des communes sont distribués. Ils donnent 300, 200 et 100 € aux trois premières. Les classements de la montagne et par points rapportent 150, 100 et 50 € aux trois premières au terme de chaque étape puis à la fin de l'épreuve. Le classement de la meilleure jeune et celui de la meilleure Luxembourgeoise rapporte 100, 50 et 25 € sur chaque étape puis 100 € pour la lauréate finale. Le prix de la combativité attribue 500 €.